# Antoni Głowacki
Pour les articles homonymes, voir Głowacki.
Antoni Głowacki (né le 10 février 1910 à Varsovie - mort le 27 avril 1980 à Wellington) est un pilote de chasse polonais, as des forces armées polonaises de la Seconde Guerre mondiale.

## Biographie
Antoni Głowacki entre à l'École Supérieure de mécanique et d'électrotechnique Wawelberg et Rotwand. À l'âge de 18 ans il devient le chef de service dans un laboratoire des usines Philips. Il est admis à l'école des cadets officiers de la force aérienne à Dęblin.
Lorsque la guerre éclate il combat dans une unité de reconnaissance aérienne d'une brigade blindée. En janvier 1940 il gagne l'Angleterre où il commence l'entraînement de pilote de bombardier. Il demande sa mutation dans l'aviation de chasse. En août 1940 il est affecté au 501 RAF Squadron. Le 24 août 1940, il remporte cinq victoires aériennes en trois vols opérationnels. Une semaine plus tard il est lui-même abattu, il atterrit d'urgence et se blesse grièvement. En novembre 1941 il intègre la 303e escadrille de chasse polonaise. Il sert aussi durant la guerre dans les 308e, 309e, 307e et finalement la 302e escadrilles de chasse polonaise.
Après la guerre il devient instructeur à la base aérienne d'Ohakea en Nouvelle-Zélande. En 1960 il passe dans l'aviation civile.
Antoni Głowacki est titulaire de 8 victoires homologuées.

## Decorations
- Ordre militaire de Virtuti Militari
- La croix de la Valeur Krzyż Walecznych - 3 fois
- Distinguished Flying Cross - britannique
- Distinguished Flying Medal